# Пранги Иса бей тюрбе
Пранги Иса бей тюрбе (на турски: Prangi İsa Bey Türbe) е османска гробница от средата на XIV век, намираща се между Радовиш и село Конче, в бившето село Кърчово.
Тюрбето е разположено близо до вливането на река Тиска в река Лъкавица. Построено е на мястото, на което загива Пранги Иса бей, баща на Евренос бей, който го превръща в собствен вакъф. След Балканските войни тюрбето не е поддържано и е полуразрушено. Според други сведения в гробницата е погребан Гази Неврунуз (Неврузу) бег.
Тюрбето е завършено през юли 1670 година. Иззидано е от камък и тухли на скална основа и има правоъгълна форма с размерите8 m Х 7,5 m.
На мястото на тюрбето в миналото ставал годишен панаир - 30 дни преди празника Хидрелез на 5 или на 6 април. На панаира идвали хора от Ракитец, Горни и Долни Липовик и други турски села.